# Shūhei Yoshida

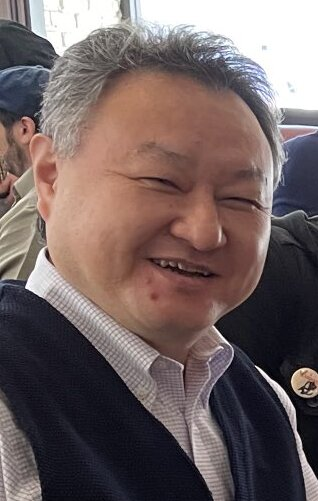
Shūhei Yoshida (2022)

Shūhei „Shu“ Yoshida (japanisch 吉田 修平 Yoshida Shūhei; * in der Präfektur Tokio) ist ein japanischer Manager und ehemaliger Präsident der Sony Interactive Entertainment Worldwide Studios, der Dachorganisation aller Spieleentwicklungsstudios von Sony Interactive Entertainment. Yoshida gehörte zum Team, das die erste PlayStation auf den Markt brachte, und war eine treibende Kraft beim Aufbau der internen Entwicklerteams. In dieser Zeit arbeitete er auch als Spieleproduzent und beaufsichtigte zahlreiche Titel für die verschiedenen PlayStation-Konsolen. Auf exekutiver Ebene wirkte er an der Weiterentwicklung der Konsolenfamilie und der internen Strukturen des Spiele- und Konsolenhersteller mit. Mit Beginn der Vermarktung der PlayStation 4 wurde Yoshida in der öffentlichen Wahrnehmung zunehmend zum Sprecher und Repräsentanten des Konsolenherstellers.

## Leben

### Anfangsjahre und Einführung der PlayStation
Yoshida erwarb einen Bachelor of Science in Wirtschaft an der Universität Kyōto und einen Master in Business Administration an der University of California, Los Angeles.
1986 wurde Yoshida Mitarbeiter der Sony Corporation, wo er Teil der Corporate Strategy Group war und den Geschäftsbereich PC koordinierte. Im Februar 1993 gehörte er zu den ersten Mitarbeitern des PlayStation-Projekts, für das er als Lead Account Executive der Sony Computer Entertainment Inc. das Lizenzprogramm für unabhängige Drittentwickler betreute. Auf der Suche nach einer Alternative zur gefloppte 3DO-Spielkonsole reiste im selben Jahr der amerikanische Spieleentwickler Mark Cerny zur Sony-Zentrale nach Tokyo, um im Auftrag seines Arbeitgebers Crystal Dynamics um die Bereitstellung eines Entwicklerkits für die kommende Konsole zu bitten. Diese wurden zu diesem Zeitpunkt jedoch ausschließlich an japanische Entwickler ausgehändigt, u. a. weil der Lizenzvertrag nur in japanischer Sprache vorlag. Da der ehemalige Sega-Mitarbeiter Cerny die Sprache beherrschte, konnte er das Lizenzabkommen unterzeichnen. Hauptsächlich durch die Unterstützung Yoshidas wurde das Entwicklerkit entgegen der internen Regeln schließlich genehmigt. Crystal Dynamics wurde der erste zugelassene, nicht-japanische Drittentwickler für die PlayStation. Erst nachträglich erfuhr Yoshida, dass Cerny eigentlich nicht unterschriftenberechtigt war.
Der berufliche Kontakt zu Cerny blieb eine Konstante in Yoshidas weiterer Karriere. Als Cerny 1994 zum Vice-President der neugegründeten Spielesparte von Universal Pictures wurde, Universal Interactive Studio, betreute Yoshida als Produzent die Arbeiten von Cernys Entwicklerteams Naughty Dog und Insomniac Games, namentlich die Reihen Crash Bandicoot und Spyro the Dragon. Insbesondere Crash Bandicoot wurde zu einem der größten Erfolge der neuen Konsole. Für die Aufgabe als Produzent wurde Yoshida von PlayStation-Schöpfer Ken Kutaragi persönlich ausgewählt. Yoshidas zweites betreutes Spiel wurde Gran Turismo, Grundstein eines weiteren bedeutenden PlayStation-Franchise. Weitere produzierte Titel waren Ape Escape und The Legend of Dragoon. In der Endphase der Entwicklung der PlayStation 2 ermöglichte Yoshida zudem Cerny als erstem Amerikaner einen exklusiven Zugang zu einer Entwicklungsversion der PlayStation 2 in der Firmenzentrale Tokyo, um so Naughty Dog und Insomniac Games die Möglichkeit zu geben, Launchtitel für den Marktstart der PS2 zu entwickeln.

### Wechsel in die USA
2000, dem Jahr der Markteinführung der PlayStation 2, erhielt Yoshida von Kazuo Hirai, damals Chef von Sony Computer Entertainment America (SCEA), das Angebot, seine Tätigkeit für Sonys US-Tochter weiterzuführen. Im April wechselte Yoshida als Vice-President of Product Development zu SCEA. Dadurch widmete sich Yoshida verstärkt der Spieleentwicklung westlicher Art. Nach fünfjähriger Zusammenarbeit übernahm Sony 2001 die von Yoshida betreuten Crash-Bandicoot-Entwickler Naughty Dog. In Yoshidas Zuständigkeitsbereich fielen unter anderem die Entwicklung von Sonys erstem Onlinespiel, das Unterhaltungen per Headset erlaubt, SOCOM: U.S. Navy SEALs, die Reihe Jak and Daxter von Naughty Dog, Twisted Metal: Black und ATV Offroad Fury. Yoshida war in dieser Zeit zudem verantwortlich für den Aufbau des sogenannten ICE-Teams, Initiative for a Common Engine, das anfangs innerhalb von Naughty Dog entstand und das Ziel hatte, für die kommende PlayStation 3 eine gemeinsame Technikbasis und Entwicklungswerkzeuge für alle Entwicklungsstudios vorzubereiten. Die bislang unabhängig voneinander operierenden internen Studios sollten so unterstützt und steigenden Entwicklungskosten reduziert werden, da sich die Teamgrößen im Vergleich zur ersten PlayStation bereits durchschnittlich verdreifacht hatten und ein weiterer Anstieg beim Wechsel auf die nächste Konsolengeneration erwartet wurde. Yoshida gelang es außerdem, die bisher strikte Abgrenzung des Hardware-Entwicklungsteams von den Softwareentwicklern aufzuweichen. Yoshida erreichte die Einbettung des ICE-Team, darunter erneut Mark Cerny, innerhalb der Hardware-Abteilung in Tokyo. Aus Unternehmenssicht gestaltete sich der Marktstart der PlayStation 3 Ende 2006 weniger erfolgreich als erhofft, was letztlich zur Entmachtung des als unkommunikativ geltenden PlayStation-Chefs Kutaragi führte. Als einer der Gründe für den Misserfolg galt das magere Spiele-Lineup infolge der schwierigen Softwareprogrammierung für die ungewöhnliche Hardwarearchitektur der Konsole. Die von Yoshida vorangetriebene Einbindung des ICE-Teams und die daraus entstandenen Entwicklungswerkzeuge galten wiederum als wichtige vorausschauende Maßnahmen, die das Unternehmen vor größeren Problemen bewahrten. Im Februar 2007 wurde Yoshida Vice-President der Sony Computer Entertainment Worldwide Studios (SCE WWS), als Verantwortlicher für die US-Studios.

### Rückkehr nach Japan
Ende Februar 2008 verließ Phil Harrison, der bisherige Leiter der SCE WWS, das Unternehmen. Nach ersten Überlegungen, diese Dachorganisation wieder aufzulösen, bewarb sich Yoshida bei Kazuo Hirai, inzwischen Geschäftsführer der Gesamtgruppe Sony Computer Entertainment und damit Nachfolger Kutaragis, erfolgreich um die vakante Position. Im Mai 2008 erfolgte seine Ernennung zum Präsidenten der SCE WWS. Yoshida wechselte wieder zurück nach Japan, wo er fortan weltweit alle internen Spieleentwicklungen für alle Plattformen beaufsichtigte. Im selben Jahr wurde Cerny als Lead System Architect der in Entwicklung befindlichen PlayStation 4 eingestellt. Die Berufung eines vorrangig Softwarespezialisten und Nicht-Japaners auf diese wichtige Position galt als ungewöhnlich, wenngleich bereits zuvor westliche Führungskräfte berufen wurden, darunter der aus Wales stammende Konzernchef Howard Stringer. Unterstützung erhielt Cerny abermals von Yoshida. Ausgangspunkt der Überlegung war eine persönliche Erfahrung Yoshidas im Zusammenhang mit der erstmaligen öffentlichen Präsentation der PlayStation 3, als er zwei bis drei Wochen vor der Veranstaltung erstmals die Information über die Integration einer Bewegungssteuerung in den Gamecontroller erhielt und in diesem knappen Zeitraum einen vorzeigbaren Prototyp eines entsprechenden Spiels vorbereiten sollte. Mit dem problematischen Verkaufsstart der PlayStation 3 hatte Sony seine zu PS2-Zeiten weitgehend marktbeherrschende Marktposition verloren und benötigte eine Neuorganisation seiner internen Abläufe. Mit Cerny wurde das Prinzip der strikten Trennung von Hardware- und Software-Abteilung endgültig aufgehoben und sowohl die 16 internen als auch externe Entwicklerstudios in die Konzeption einbezogen. Anders als die schwer zu programmierende PlayStation 3 wurde die neue Konsole auf die Wünsche der Softwareentwickler optimiert. So wurde erst aufgrund der Beschwerden von Randy Pitchford, Chef des unabhängigen Entwicklerstudios Gearbox Software, der RAM verdoppelt. Von unabhängiger Entwicklerseite erhielt Sony für seine Designentscheidung letztlich positiven Zuspruch. Neben Cernys Mitwirkung an der Hardwarearchitektur gilt auch hier Yoshidas Wirken auf exekutiver Ebene als einer der Erfolgsgründe.

### Markteinführung der PlayStation 4

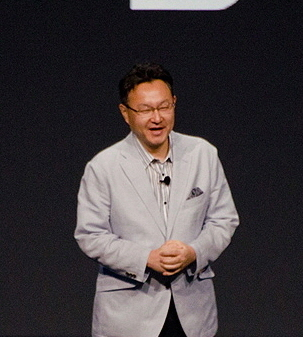
Yoshida auf der E3 2013

Im Verlauf der Marketingkampagnen zur Vorstellung und Markteinführung der PlayStation 4 rückte Yoshida in der öffentlichen Wahrnehmung zunehmend stärker in den Fokus. Unter Journalisten gilt Yoshida als angenehmer, entgegenkommender Interviewpartner, der anstatt auf die Kernthemen zurückzulenken auch zu antworten versucht, wenn eine Frage nicht in seinen Arbeitsbereich fällt. Wie der 2012 zum Konzernchef ernannte Kazuo Hirai gilt er weiterhin als westlich geprägt. Sein Auftreten wird als freundlich und jovial beschrieben, 2014 äußerte er sich beispielsweise positiv über den neuberufenen Xbox-Chef Phil Spencer. Als häufiger Interviewpartner und durch Werbeaktivitäten wurde er in Nachfolge von Kazuo Hirai zum wichtigsten Repräsentanten der PlayStation-Marke. Als die Konkurrenzkonsole Xbox One für ihre restriktiven Maßnahmen im Kampf gegen den Gebrauchtspielehandel in der Kritik stand, verkündete Yoshida im Februar 2013, dass Sony keinerlei Maßnahmen gegen Gebrauchtspiele ergreifen werde. Microsofts geplantes digitales Rechtemanagement persiflierte Yoshida schließlich im Juni 2013 zusammen mit Adam Boyes, Vice-President of Publisher and Developer Relations von SCEA, in einem offiziellen, als Gebrauchsanleitung für gebrauchte Spiele betitelten Werbevideo für die PlayStation 4. Im ersten und einzigen Anleitungsschritt übergibt Yoshida darin eine Spielepackung an Boyes. Im November 2013 spielte Yoshida in einem weiteren Werbevideo der PlayStation 4 einen zu Anfang nicht identifizierbaren Gentleman-Einbrecher, der mit Handschuhen bekleidet nach und nach die Inhalte der PS4-Verkaufspackung enthüllt, bis das Video schließlich mit einer Vollansicht Yoshidas und dem Werbeslogan Greatness Awaits endet. Auch durch seine Twitteraktivitäten und das Eingehen auf Kundenfragen gewann Yoshida an Popularität, was Yoshida folgendermaßen beschrieb: “It’s like I have a second job as the frontline customer service on Twitter, when people are excited or concerned about anything PlayStation.” (deutsch: „Es ist, als ob ich einen zweiten Job als Kundendienstmitarbeiter an der Twitterfront hätte, wenn die Leute über irgendwas im Zusammenhang mit PlayStation begeistert oder besorgt sind.“)